# Tapinillus
Tapinillus là một chi nhện trong họ Oxyopidae.

## Soorten[1]
- Tapinillus caldensis (Garcia-Neto, 1989)
- Tapinillus longipes (Taczanowski, 1872) *
- Tapinillus purpuratus Mello-Leitão, 1940
- Tapinillus roseisterni Mello-Leitão, 1930